# Gouvernement Hashimoto II
État du Japon
82e cabinet
(Ryūtarō Hashimoto) 84e cabinet
(Keizō Obuchi)
Le gouvernement Hashimoto II (小渕内閣, Hashimoto Naikaku) était le 83e cabinet (第84代内閣, dai-hachi-jū-yon-dai Naikaku) de l'empire du Japon, nommé le 7 novembre 1996 par le nouveau Premier ministre Ryūtarō Hashimoto et officiellement investi par l'empereur le jour même.

## Composition

### Premier ministre
| fonction         | Personnalité      | Parti | Faction  |
| ---------------- | ----------------- | ----- | -------- |
| Premier ministre | Ryūtarō Hashimoto | PLD   | (Obuchi) |

### Composition initiale (du7 novembre 1996au11 septembre 1997)

#### Ministres, chefs d'un ministère
| fonction                                                                                    | Personnalité        | Parti | Faction   |
| ------------------------------------------------------------------------------------------- | ------------------- | ----- | --------- |
| Ministre de la Justice                                                                      | Isao Matsuura       | PLD   | Obuchi    |
| Ministre des Affaires étrangères                                                            | Yukihiko Ikeda      | PLD   | Miyazawa  |
| Ministre du Trésor                                                                          | Hiroshi Mitsuzuka   | PLD   | Miyazawa  |
| Ministre de l'Éducation et de la Culture                                                    | Takashi Kosugi      | PLD   | Watanabe  |
| Ministre de la Santé et des Affaires sociales                                               | Junichiro Koizumi   | PLD   | Mitsuzuka |
| Ministre de l'Agriculture, des Forêts et de la Pêche                                        | Takao Fujimoto      | PLD   | Kōmoto    |
| Ministre du Commerce international et de l'Industrie                                        | Shinji Sato         | PLD   | Obuchi    |
| Ministre des Transports                                                                     | Makoto Koga         | PLD   | Miyazawa  |
| Ministre des Postes et Télécommunications                                                   | Hisao Horinōchi     | PLD   | Watanabe  |
| Ministre du Travail                                                                         | Yutaka Okano        | PLD   | Obuchi    |
| Ministre de la Construction                                                                 | Shizuka Kamei       | PLD   | Mitsuzuka |
| Ministre des Affaires intérieures Président de la Commission nationale de sécurité publique | Katsuhiko Shirakawa | PLD   | Miyazawa  |

#### Chef du secrétariat et du bureau du Cabinet
| Fonction                      | Personnalité     | Parti | Faction |
| ----------------------------- | ---------------- | ----- | ------- |
| Secrétaire général du Cabinet | Seiroku Kajiyama | PLD   | Obuchi  |

#### Ministres d'État ne dirigeant pas un ministère
| Fonction                                                     | Personnalité      | Parti | Faction  |
| ------------------------------------------------------------ | ----------------- | ----- | -------- |
| Directeur de l'agence du Management et de la Coordination    | Kabun Mutō        | PLD   | Watanabe |
| Directeur de l'agence de Développement d'Hokkaido et Okinawa | Jitsuo Inagaki    | PLD   | Watanabe |
| Directeur de l'agence du Ministère de la Défense             | Fumio Kyūma       | PLD   | Obuchi   |
| Directeur de l'agence du Planning économique                 | Tarō Asō          | PLD   | Miyazawa |
| Directeur de l'agence de la Science et de la Technologie     | Riichiro Chikaoka | PLD   | Obuchi   |
| Directeur de l'agence de l'Environnement                     | Michiko Ishii     | PLD   | Miyazawa |
| Directeur de l'agence des Terres Nationales                  | Kosuke Ito        | PLD   | Miyazawa |

### À la suite du premier remaniement (du11 septembre 1997au30 juillet 1998)

#### Ministres, chefs d'un ministère
| Fonction                                                                                        | Personnalité        | Parti | Faction   |
| ----------------------------------------------------------------------------------------------- | ------------------- | ----- | --------- |
| Ministre de la Justice                                                                          | Kokichi Shimoinaba  | PLD   | Kōmoto    |
| Ministre des Affaires étrangères                                                                | Keizō Obuchi        | PLD   | Kōmoto    |
| Ministre du Trésor (jusqu'au 28 janvier 1998)                                                   | Hiroshi Mitsuzuka   | PLD   | Miyazawa  |
| Ministre du Trésor (à partir du 30 janvier 1998)                                                | Hikaru Matsunaga    | PLD   | -         |
| Ministre de l'Éducation et de la Culture Président de l'Agence des Sciences et des Technologies | Nobutaka Machimura  | PLD   | -         |
| Ministre de la Santé et des Affaires sociales                                                   | Junichiro Koizumi   | PLD   | Mitsuzuka |
| Ministre de l'Agriculture, des Forêts et de la Pêche (jusqu'au 25 septembre 1997)               | Ihei Ochi           | PLD   | Mitsuzuka |
| Ministre de l'Agriculture, des Forêts et de la Pêche (à partir du 26 septembre 1997)            | Yoshinobu Shimamura | PLD   | -         |
| Ministre du Commerce international et de l'Industrie                                            | Mitsuo Horiuchi     | PLD   | Watanabe  |
| Ministre des Transports                                                                         | Takao Fujii         | PLD   | Miyazawa  |
| Ministre des Postes et Télécommunications                                                       | Shozaburo Jimi      | PLD   | Kōmoto    |
| Ministre du Travail                                                                             | Bunmei Ibuki        | PLD   | Watanabe  |
| Ministre de la Construction Président de l'Agence nationale du Territoire                       | Katsutsugu Sekiya   | PLD   | Watanabe  |
| Ministre des Affaires intérieures Président de la Commission nationale de sécurité publique     | Tsutomu Kawara      | PLD   | -         |

#### Chef du secrétariat et du bureau du Cabinet
| Fonction                      | Personnalité   | Parti | Faction |
| ----------------------------- | -------------- | ----- | ------- |
| Secrétaire général du Cabinet | Kanezo Muraoka | PLD   | -       |

#### Ministres d'État ne dirigeant pas un ministère
| Fonction                                                                                  | Personnalité      | Parti | Faction |
| ----------------------------------------------------------------------------------------- | ----------------- | ----- | ------- |
| Directeur de l'agence du Management et de la Coordination (jusqu'au 22 septembre 1997)    | Koko Sato         | PLD   | -       |
| Directeur de l'agence du Management et de la Coordination (à partir du 22 septembre 1997) | Sadatoshi Ozato   | PLD   | -       |
| Directeur de l'agence de Développement d'Hokkaido et Okinawa                              | Muneo Suzuki      | PLD   | -       |
| Directeur de l'agence du Ministère de la Défense                                          | Fumio Kyūma       | PLD   | -       |
| Directeur de l'agence du Planning économique                                              | Kōji Omi          | PLD   | -       |
| Directeur de l'agence de la Science et de la Technologie                                  | Sadakazu Tanigaki | PLD   | -       |
| Directeur de l'agence de l'Environnement                                                  | Hiroshi Ōki       | PLD   | -       |
| Directeur de l'agence des Terres Nationales                                               | Hisaoki Kamei     | PLD   | -       |